# Integrated Microbial Genomes System
El Integrated Microbial Genomes (IMG) o Sistema Integrado de Genomas Microbianos en español es un sistema de anotación y búsqueda de genomas desarrollado por el DOE-Joint Genome Institute de EE. UU. El IMG contiene todos los genomas secuenciados (completamente o en curso) por el DOE-JGI junto con otros genomas disponibles públicamente (incluyendo Archaea, Bacteria, Eukarya, virus y plásmidos). El IMG proporciona un conjunto de herramientas para el análisis comparativo de genes, genomas y funciones.  Los usuarios pueden también escribir o cargar sus propias anotaciones genómicas (llamadas anotaciones genómicas MyIMG) y el sistema del IMG les permitirá generar archivos en el formato GenBank o EMBL.
El Integrated Microbial Genomes with Microbiome Samples (IMG/M) es una extensión del sistema IMG que proporciona un contexto de análisis comparativo de los datos metagenómicos con los genomas disponibles públicamente.
El Integrated Microbial Genomes-Expert Review (IMG/ER) es un sistema que proporciona a  científicos individuales y a grupos herramientas para la anotación funcional y grabación de sus genomas microbianos de interés. Los usuarios pueden enviar sus anotaciones genómicas al IMG-ER  a través de accesos seguros (protegidos por contraseñas).